# Baza morska Numea
Baza morska Numea – amerykańska baza morska w Numei w Nowej Kaledonii podczas II wojny światowej. Najważniejsza aliancka baza morska na południowym Pacyfiku od połowy 1942 do końca 1943 roku, w oparciu o którą prowadzone były amerykańskie działania w kampanii na Wyspach Salomona.